# آزالیای صورتی
آزالیای صورتی (نام علمی: Rhododendron periclymenoides) نام یک گونه از سرده خرزه هندی است.